# Czesław Gościłowicz
Czesław Gościłowicz (ur. 22 lipca 1922 w Wołkowysku, zm. ?) – polski działacz partyjny i państwowy, inżynier kolejnictwa, podsekretarz stanu w Ministerstwie Komunikacji (1978–1983).

## Życiorys
Syn Konstantego i Jadwigi. W 1935 podjął naukę w Gimnazjum im. Stefana Batorego w Wołkowysku, w okresie wojny kontynuował ją w liceum ogólnokształcącym i w I Polskiej Szkole Średniej w Zachodniej Białorusi. Podczas okupacji niemieckiej robotnik służby drogowej na kolei. Od 1944 do 1946 pracował jako dyżurny ruchu w kolejach radzieckich w Wołkowysku, w 1946 przeniósł się do Polski. Zatrudniony jako dyżurny ruchu na stacjach w okręgu olsztyńskim, następnie w oddziale eksploatacyjnym Polskich Kolei Państwowych w Olsztynie. W 1951 został pracownikiem Departamentu Ekonomicznego Ministerstwa Kolei, gdzie awansował od starszego referendarza do wicedyrektora (1961). W międzyczasie w 1957 uzyskał tytuł inżyniera komunikacji (specjalność ruch kolejowy) na Zamkniętym Studium Inżynieryjno-Technicznym Politechniki Warszawskiej.
W 1962 wstąpił do Polskiej Zjednoczonej Partii Robotniczej. W 1969 został szefem Departamentu Ekonomicznego w Ministerstwie Komunikacji. Później pełnił funkcję dyrektora Zespołu Komunikacji i Łączności oraz Zespołu Komunikacji w Komisji Planowania przy Radzie Ministrów (1971–1978). Od lipca 1978 do marca 1983 sprawował funkcję podsekretarza stanu w Ministerstwie Komunikacji.

## Odznaczenia
Odznaczony m.in. Medalem 10-lecia Polski Ludowej (1955).